# IC 4299
IC 4299 ist eine Balken-Spiralgalaxie vom Hubble-Typ SBa im Sternbild Zentaur. Sie ist schätzungsweise 174 Millionen Lichtjahre von der Milchstraße entfernt.
Das Objekt wurde am 30. Dezember 1897 von Lewis Swift.